# Thèta-rol
Een thèta-rol of kortweg θ-rol is een binnen bepaalde deelgebieden van de generatieve grammatica – met name de transformationele taalkunde en de regeer-en-bindtheorie – gebruikt middel om het vaste aantal argumenten (de valentie) dat bij een specifiek werkwoord hoort formeel uit te drukken, wat neerkomt op een analyse van zowel het aantal nominale constituenten als hun syntactische structuur. De eerste fundamenten voor deze benadering werden gelegd door Charles J. Fillmore in 1968.

## Beschrijving
Bij het opstellen van zogeheten thèta-roosters krijgt elk argument afzonderlijk een eigen thèta-rol toegekend, bijvoorbeeld:
- De rol van agens (over het algemeen komt dit zinsdeel overeen met het onderwerp).
- De rol van thema of patiëns, meer in het algemeen datgene wat de beschreven handeling ondergaat (dit is vaak maar niet altijd hetzelfde als het lijdend voorwerp).
- De rol van doel (dit kan bijvoorbeeld het meewerkend voorwerp of een complement zijn).

Een thèta-rooster wordt door middel van een "filter" – het thèta-criterium – in overeenstemming gebracht met de feitelijke taaluiting. Het bijbehorende werkwoord dient als lemma.

## Thèta-rol versus thematische relatie
Thèta-rollen hebben veel te maken met thematische relaties, maar er zijn belangrijke verschillen:
- Thèta-rollen hebben eerder betrekking op de syntaxis dan op de semantiek. Thematische relaties betreffen vooral de semantische verhouding tussen de door middel van het werkwoord beschreven handeling of toestand en elk van de werkwoordsargumenten afzonderlijk. Zo moet in de zin Jan at een boterham de agens Jan een argument zijn dat een wil moet hebben en in staat moet zijn om de genoemde handeling (het eten) te verrichten, terwijl de patiëns een boterham een argument moet zijn dat dankzij zijn inherente structuur deze zelfde handeling moet kunnen ondergaan.
- Thèta-rollen kunnen alleen door echte argumenten worden vervuld, niet door optionele zinsdelen zoals de meeste bepalingen. Daarentegen drukken de meeste bepalingen (behalve stopwoorden) wel een of meerdere thematische relaties uit.
- Een argument kan als gevolg van het thèta-criterium hooguit één thèta-rol vervullen, terwijl het verschillende thematische relaties kan bezitten. In de zin Zij gaf hem een boek is het onderwerp Zij in termen van thematische relatie zowel de agens als de bron, maar vervult alleen de thèta-rol van externe agens.
- Thematische relaties betreffen alleen naamwoorden en naamwoordgroepen, terwijl thèta-rollen kunnen worden vervuld door alle argumenten, inclusief de voorzetselconstituenten en bijzinnen (deze laatste twee groepen kunnen daarentegen weer niet of nauwelijks een thematische relatie uitdrukken).
- Thèta-rollen worden niet gebruikt in alle deelgebieden van de theoretische taalkunde maar alleen in de generatieve grammatica van Noam Chomsky en enkele varianten hierop.

## Thèta-rooster en thèta-criterium
Thèta-roosters kunnen twee vormen hebben. De eenvoudigste vorm is een hiërarchische opsomming tussen punthaken, waarbij de belangrijkste thematie relatie voorop staat. Het thèta-rooster van het bitransitieve werkwoord geven wordt op deze manier <agens, thema, doel>.
In een andere notatie die de vorm heeft van een tabel, waarin elke thèta-rol een afzonderlijke kolom krijgt. De bovenste rij geeft de bijbehorende thematische relatie weer, eventueel in combinatie met een subcategorisatieframe. In de onderste rij wordt door middel van letters verwezen naar de bijbehorende zinsdelen:
| Agens bron DP | thema DP | doel PP |
| i             | j        | k       |

De zin Zij gaf het eten aan hem ziet er dan als volgt uit (NC = nominale constituent, VC = voorzetselconstituent)
- [S[NC Zij]i gaf [NC het eten]j [VCaan hem]k

Met behulp van het thèta-criterium wordt vervolgens de D-structuur van een zin "gefilterd"; een argument kan altijd maar één θ-rol hebben, anders is de zin niet goed ontleed. Dit criterium geldt alleen niet voor voegwoorden.

## Andere argumentstructurem

#### Lexicaal-fuctionele grammatica (LFG)
De lexicale functionele grammatica maakt ook gebruik van thèta-rollen, maar combineert deze met de c-structuur en de f-structuur om grammaticale relaties uit te drukken. Hierdoor krijgt een θ-rol ingewikkelde markeringen als [-o, -r] en [+o,+r](o = object, r = voorzetsel/naamval) in combinatie met SUBJ (subject), OBJ (object), enz.

#### Head-driven phrase structure grammar (HDPSG)
De head-driven phrase structure grammar deelt de kenmerken van θ-rollen op in een "ARG-STR"-kenmerk, een soort lijst met categorieën die bij een bepaald werkwoord horen. Voor geven wordt dit bijvoorbeeld <NC, NC, VC>. De semantische relaties van de argumenten (de thematische relaties) worden apart opgedeeld, niet naar grammaticale functie maar naar woordparadigma: geven, gegeven en gever, enz.

## Alternatieve benaderingen
In alternatieve benaderingen, zoals de constructiegrammatica en de door Peter Culicover en Ray Jackendoff ontworpen Vereenvoudigde Syntaxis (2005), wordt ervan uitgegaan dat θ-rollen geen geschikte manier zijn
om de syntactische argumentstructuur van het gezegde te beschrijven. In plaats daarvan wordt een beroep gedaan op complexere semantische structuren die deel uitmaken van de lexicaal-conceptuele structuur.
Ook in de meeste functionele grammatica's, de rol- en referentiegrammatica en in de dependentiegrammatica wordt geen gebruik gemaakt van θ-rollen, maar van thematische relaties en grammaticale functies.